# Vasil Spasov
Vasil Spasov (Bulgaars: Васил Спасов) (Varna, 17 februari 1971) is een Bulgaarse schaker. Hij is grootmeester (GM).
In 1989 won hij in het Colombiaanse Tunja het Wereldkampioenschap schaken voor junioren in 1989. Weliswaar had hij evenveel punten als de Pool Jacek Gdański, maar Spasov kreeg de titel vanwege het onderlinge resultaat tegen Gdański. Na het winnen van dit wereldkampioenschap kreeg Spasov de titel Internationaal Meester (IM).
Vijf keer won hij het kampioenschap van Bulgarije: in 1990 (in Sofia), 1997 (in Sjoemen), 2000 (in Asenovgrad), 2003 (in Sofia) en 2008 (in Plovdiv). Ook won Spasov in 2001 het individuele Balkan-kampioenschap.
In september 2010 bereikte zijn Elo-rating de waarde 2621.

## Nationale teams
Acht keer nam hij met het nationale Bulgaarse team deel aan een Schaakolympiade: in 1990, 1992, 1994, 1996, 1998, 2002, 2004 en 2006; het beste resultaat met het Bulgaarse team was een vijfde plaats bij de Schaakolympiade van 1994 in Moskou.
Vier keer nam hij deel aan het Europees schaakkampioenschap voor landenteams: in 1992, 2001, 2003 en 2005.

## Schaakverenigingen
Spasov speelde voor de Macedonische vereniging SK Alkaloid Skopje, waarmee hij twee keer deelnam aan de European Club Cup. In Duitsland speelde hij in seizoen 2011/12 in de tweede klasse van de bondscompetitie voor DJK Aufwärts St. Josef Aachen.

## Protestbrief
In 2015 was Spasov mede-ondertekenaar van een door 33 GM's en IM's ondertekende open brief, gericht aan de Bulgaarse minister van sport. In deze brief wordt de minister aangesproken op het slechte aanzien van Bulgarije in de internationale schaakwereld.